# Jedem das Seine
Jedem das Seine (изговара се: једем дас зајне; срп. свакоме своје) је немачки превод старог Грчког закона.
Реченицу је први изговорио славни римски писац и говорник Цицерон (106. п. н. е. — 43. п. н. е.).
Немачку изреку су искористили нацисти на улазу у концентрациони логор Бухенвалд за време Другог светског рата.